# Plavý bretaňský baset
Plavý bretaňský baset (francouzsky: Basset fauve de Bretagne, anglicky: Fawn Brittany Griffon) je francouzské psí plemeno.

## Historie
Plavý bretaňský baset vznikl v západní Francii, konkrétně v Bretani, asi v 19. století. Přímým předkem těchto psů je plavý bretaňský griffon. Ten byl křížen s nízkonohými honiči z Vendeé . O plavých bretaňských griffonech se poprvé zmínil Karel IX ve svých spisech z roku 1570, dnes je ale toto plemeno velmi vzácné . Původním využitím plavých bretaňských basetů byl lov zajíců a pernaté zvěře, o jejich schopnosti lovit je svědčí i to, že několikrát za sebou vyhráli Mistrovství Francie v lovů králíků . V minulosti lovili ve čtyřčlenných smečkách, dnes jen ve dvojčlenné skupině .
Nejpočetnější je toto plemeno ve Francii a Anglii a jen vzácně ho lze spatřit i jinde . Zkratka používaná v Česku je PBH, ale nenacházejí se zde žádní jedinci plemene.

## Charakteristika

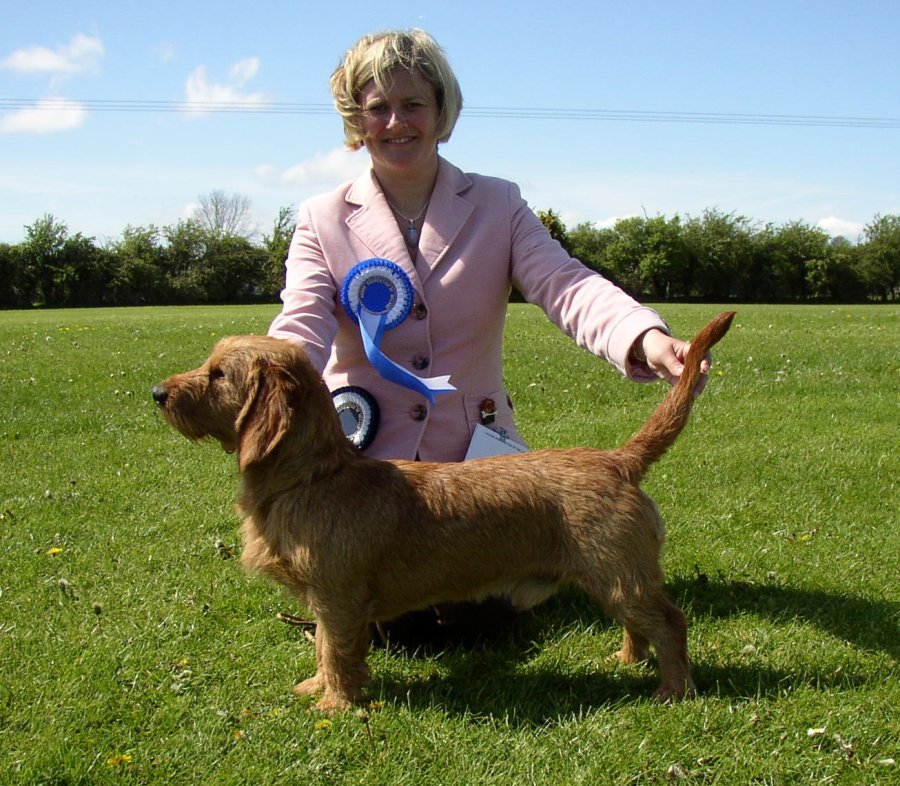
Výstavní postoj

### Vzhled
Plemeno plavý bretaňský baset se vyznačuje krátkými končetinami a dlouhým hřbetem. Kohoutková výška se pohybuje mezi 32–38 cm a hmotnost mezi 16–18 kg. Srst pokrývá celé tělo a je tvrdá a suchá. Její délka by neměla přesáhnout 4 cm a vous v obličeji nesmí být výrazný.

Hlava je protáhlá, ale vyvážená a tvary harmonické. Stop výrazný. Nosní houba je většinou černá, výjimečně i tmavě hnědá. Zuby mají nůžkovitý skus. Oči nejsou vystouplé s živým a energickým pohledem v hnědé barvě. Uši jsou zavěšené ve výšce linie očí, svěšené podél hlavy, na koncích jsou zakulacené. Srst na nich by neměla vytvářet volánky, ale je jemnější, než na zbytku těla. Krk je krátký, dobře osvalený. Hřbet poměrně dlouhý, rovný a široký trup. Ocas u kořene silný, směrem ke špičce se zužuje. Je středně dlouhý a srst na něm nesmí vytvářet prapor. Nohy jsou krátké, osvalené. Tlapky kuleté, téměř kočičí s černými drápky.

### Povaha
Tito psi mají vyrovnanou, veselou a aktivní povahu. Jsou houževnatí a vytrvalí a umí zvěř nejen stopovat, ale i nahánět . Mají vyvinutý lovecký pud a jsou schopní pracovat i v těžko dostupném terénu a samostatně. Jsou tvrdohlaví, loajální a odvážní. Nejsou dominantní ani agresivní.
Hodí se k dětem pro svoji nekonfliktní povahu. S jinými psy vycházejí dobře a je vhodné je chovat ve větších smečkách. Jelikož mají vyvinutý lovecký pud, je těžké seznámit je s jinými domácími zvířaty, mají totiž sklony dávit je. Jsou to dobří hlídači, na kohokoliv hlasitě upozorní a jsou schopni bránit svoji rodinu.

## Nároky na chov
Toto psí plemeno vyžaduje dostatek pohybu a v případě, že jej nemá, může se stát stereotypním, později i agresivním psem. Není pro ně vhodný pohyb v prašném prostředí. V případě, že je jim dopřáno dostatek pohybu, jsou vhodní i pro chov ve městě. Hodí se pro psí sporty, jako jsou agility.
Srst nevyžaduje příliš péče, ale je nutné vytrhávat přebytečné chlupy ze zvukovodů, ty by mohly způsobit zevní zánět zvukovodu. Jejich srst nelíná, ale je nutné ji 2x ročně trimovat. Přílišné mytí šamponem by ji mohlo zničit a ztratila by svoji přirozenou drsnost.
Vyžadují pevné vedení a výcvik. Ten by měl být zaměřený na odměňování za dobré chování, nikoliv na fyzické tresty. Bez výcviku se může pes stát neovladatelným až agresivním. V případě, že chceme psa seznámit s jinými domácími zvířaty, musíme tak učinit již ve štěněcím období.